# Adeline Rudolph
Adeline Rudolph, född 10 februari 1995 i Brittiska Hongkong, är en tysk skådespelare.
Rudolphs far är tysk medan modern är korean. Hon började som modell innan hon gjorde skådespelardebut i Netflixserien Chilling Adventures of Sabrina (2018–2020). Hon har sedan dess medverkat i The CW-serien Riverdale (2021) och den Netflixanpassade TV-serien av Resident Evil. Hon kommer att spela rollen som Kitana i den kommande kampsportsfantasyfilmen Mortal Kombat 2, som är en uppföljare till Mortal Kombat från 2021.

## Filmografi (i urval)

### Filmer
- 2024 – Hellboy: The Crooked Man
- 2025 – Mortal Kombat 2

### TV-serier
- 2018–2020 – Chilling Adventures of Sabrina (TV-serie)
- 2021 – Riverdale (TV-serie)
- 2022 – Resident Evil (TV-serie)